# クラバミン酸シンターゼ
クラバミン酸シンターゼ（clavaminate synthase）は、クラブラン酸生合成酵素の一つで、次の化学反応を触媒する酸化還元酵素である。
(1) デオキシアミジノプロクラバミン酸 + 2-オキソグルタル酸 + O2 {\displaystyle \rightleftharpoons } アミジノプロクラバミン酸 + コハク酸 + CO2
(2) プロクラバミン酸 + 2-オキソグルタル酸 + O2 {\displaystyle \rightleftharpoons } ジヒドロクラバミン酸 + コハク酸 + CO2 + H2O
(3) ジヒドロクラバミン酸 + 2-オキソグルタル酸 + O2 {\displaystyle \rightleftharpoons } クラバミン酸 + コハク酸 + CO2 + H2O
酵素の組織名はdeoxyamidinoproclavaminate,2-oxoglutarate:oxygen oxidoreductase (3-hydroxylating)である。